# Koolhoven F.K.41
Il Koolhoven F.K. 41 fu un aereo da turismo monoplano monomotore progettato dalla Koolhoven alla fine degli anni venti e prodotto principalmente in Gran Bretagna, su licenza, prima come Desoutter Dolphin Mk.I e poi con una versione migliorata denominata Dolphin Mk.II.

## Storia del progetto
Dopo un grande numero di progetti che ebbero scarso successo, come l'addestratore biposto F.K.32, il trimotore da trasporto passeggeri a nove posti F.K.33, l'idrovolante da ricognizione triposto F.K.34 e dell'aereo sportivo F.K.30 Toerist, il progettista Frederick Koolhoven, proprietario dell'omonima compagnia di costruzioni aeronautiche concepì un monoplano da turismo, dotato di cabina chiusa per tre passeggeri, che fu designato F.K.41. Il prototipo, con matricola H-NAER (poi PH-AER), andò in volo per la prima volta nel luglio 1928 nelle mani del collaudatore Hein Crans Schmidt, equipaggiato con un motore Siemens da 50 hp, e il modello fu messo in produzione in due versioni che differivano principalmente per il propulsore utilizzato. L'F.K.41 Mk.I utilizzava un propulsore ADC Cirrus Hermes da 105 CV (78 kW), mentre la versione Mk.II utilizzava il de Havilland Gipsy da 130 CV (97 kW). Il nuovo velivolo non ottenne il successo sperato, e dopo la costruzione di sei esemplari, nel corso del 1929 l'ingegnere Koolhoven cedette la licenza di costruzione dei due modelli al pilota sportivo inglese Marcel Desoutter, che a tale scopo fondò a Croydon la Desoutter Aircraft Company. Due F.K.41, immatricolati G-AAGC e G-AALI, vennero costruiti da Koolhoven come esempi di produzione, dotati di motori ADC Cirrus Hermes I.  A Croydon, con la designazione Desoutter Dolphin Mk.I e Desoutter Dolphin Mk.II ne vennero costruiti un totale di 41 esemplari.

## Descrizione tecnica
Aereo da turismo, monoplano monomotore di costruzione interamente lignea, con rivestimento in tela e compesato. La configurazione alare verteva su un'ala alta. L'impennaggio di coda era del tipo classico monoderiva, dotato di piani orizzontali controventati posizionati sulla parte terminale della fusoliera, subito davanti al timone.
Il carrello di atterraggio era triciclo posteriore, fisso, con le gambre principali a disposte a V, ed integrato posteriormente da un pattino d'appoggio.
L'aereo era triposto dotato di una cabina di pilotaggio chiusa,  posta nella parte centrale della fusoliera sotto l'ala, ed eccessibile da un portello sul lato sinistro della fusoliera.
La propulsione era assicurara da un motore in linea de Havilland Gipsy Major a 4 cilindri, raffreddati ad aria, erogante la potenza di 130 CV (100 kW) , ed azionante un'elica bipala.

## Impiego operativo
Dotati in seguito di un impennaggio di coda modificato, sia gli F.K.41, che i Desoutter Mk.I e Mk.II vennero utilizzati nel corso della seconda guerra mondiale, operando in Australia, Congo Belga e Sudafrica.

### Annotazioni
1. ↑  Per accelerarne la progettazione Koolhoven utilizzo la configurazione alare e gli impennaggi di coda del precedente progetto F.K.30.
2. ↑  Si trattava di 28 Dolphin Mk.I e 13 Dolphin Mk.II.
3. ↑  Gli esemplari immatricolati PH-AJN e PH-AJZ andarono persi il 10 maggio 1940, distrutti dalla Luftwaffe sull'aeroporto di Ypenburg.
4. ↑  La designazione Desoutter Dolphin fu rapidamente abbandonata.

### Fonti
1. ↑  Noppen 2016, p. 178.
2. 1 2 3 4  Уголок неба.
3. 1 2 3 4 5 6 7 8 9 10  Den Ouden.
4. 1 2 3 4  Members Ziggo.